# Юсуф, Мустаф
Мустаф Мохамед Юсуф (сомал. Mustaf Maxamed Yuusuf; род. 1 января 1998 или 12 марта 2002, Буръо) — сомалийский футболист, вратарь шведского «Оскарсхамна».

## Биография
Мустаф Юсуф родился 1 января 1998 года (по другим данным, 12 марта 2002 года) в сомалийском городе Буръо (де-факто в Сомалиленде).
Играет в футбол на позиции вратаря. Начал карьеру в Сомали, где выступал за «Миднимо», «Дженьо Юнайтед» (2015—2018) и «Хиган» (2019).
В конце 2019 года последствии переехал в Швецию. В 2020 году выступал в третьем дивизионе (пятый эшелон местного футбола) за «Нюбру», провёл 9 матчей, забил 1 гол.
В 2021 году перебрался в «Оскархамн», играющий в первом дивизионе (третий эшелон).
Играл за молодёжную сборную Сомали. С 2015 года провёл 12 матчей за сборную Сомали. Дебютным стал поединок отборочного турнира чемпионата мира, в котором 9 октября 2015 года сомалийцы в Аддис-Абебе проиграли сборной Нигера (0:2).